# Салто (департамент)
Вижте пояснителната страница за други значения на Салто.
Са̀лто (на испански: Salto) е един от 19-те департамента на южноамериканската държава Уругвай. Намира се в северозападната част на страната. Общата му площ е 14 163 км², а населението е 123 120 жители (2004 г.) Столицата му е едноименния град Салто.